# Schlesische Kleinbahn T 40 AEG
Die Fahrzeuge der Baureihe Schlesische Kleinbahn T 40 AEG waren Lokomotiven, die in zwei Exemplaren für die schmalspurige Bahnstrecke Gleiwitz–Rauden–Ratibor in Oberschlesien gebaut wurden. Die Lokomotiven haben den Güterverkehr durchgeführt.
Nach dem Zweiten Weltkrieg wurden die Lokomotiven von der PKP übernommen und dort als Tw9 bezeichnet. Die Lokomotiven waren bis Anfang der 1970er Jahre in Betrieb und wurden dann ausgemustert. Es ist kein Exemplar erhalten geblieben.

## Geschichte
1925 beschaffte die Schlesische Kleinbahn AG für die Bahnstrecke Gleiwitz–Rauden–Ratibor in Oberschlesien zwei Dampflokomotiven.
Die Lokomotiven waren für den Rollbockverkehr vorgesehen, der Personenverkehr wurde mit Triebwagen durchgeführt, um einen dampffreien Betrieb durch Gleiwitz zu garantieren. Sie konnten über ein Verbindungsgleis mit dem Netz der Oberschlesischen Schmalspurbahn ausgetauscht werden.
Nach der Übernahme der Bahnstrecke durch die PKP waren sie weiter im Einsatz, da sie durch die polnischen Neubaulokomotiven Tw47 und Tw53 nicht ersetzt werden konnten. Dies war erst nach der Zuweisung von FAUR L45H des rumänischen Fahrzeug- und Maschinenherstellers Maschinenfabrik 23. August aus Bukarest Anfang der 1970er Jahre möglich.

## Konstruktion
Der Kessel war mit 24 Rauch- und 131 Heizrohren ausgerüstet und besaß als Aufbauten einen Dampf- sowie einen Sanddom. Gesandet werden konnte die Treibachse von vorn und hinten. Die dritte Achse war die Treibachse, deren Spurkranz war elf Millimeter schwächer ausgeführt. Die erste und fünfte Achse besaßen ein Seitenspiel von je ±20 mm. Das ergab für die Lokomotiven einen festen Radstand von 1900 mm und die Möglichkeit, Kurvenradien bis 38 m zu durchfahren. Ursprünglich besaßen die Lokomotiven eine Petroleumbeleuchtung, später wurde eine elektrische Beleuchtung mit Turbogenerator hinzugefügt. Sie waren mit Dampfbremse und Wurfhebelbremse ausgerüstet.